# Politischer Input und politischer Output
Politischer Input oder policy-input bezeichnet in der Politikwissenschaft die Eingaben, den Input, in die politischen Willensbildungs- und Entscheidungsprozesse. Dieser kann beispielsweise in der Artikulation und Kommunikation politischer Interessen bestehen. Demgegenüber steht politischer Output oder policy-output für die Ergebnisse politischer Entscheidungsprozesse oder allgemein eines politischen Systems. Beispiele für politischen Output sind Gesetzgebung, administrative Maßnahmen und Beschlüsse und politische Personalentscheidungen. Die Begriffe sind dem Input-Output-Modell, das insbesondere von David Easton auf politische Systeme übertragen wurde, entlehnt. Entsprechend einem Input-Output-Modell der politischen Systemanalyse wird der politische Input unter Einwirkung von systeminternen Wirkfaktoren, dem Withinput, der beispielsweise in Abstimmungsregeln oder politisch-administrativen Rahmenbedingungen bestehen kann, zu verbindlichen Entscheidungen, dem politischen Output, verarbeitet.
Bei Fragen nach der Legitimität wird oft zwischen Input-Legitimität und Output-Legitimität unterschieden. Dabei gründet die Output-Legitimität auf die Anerkennung und Anerkennungswürdigkeit der politischen Ergebnisse, während mit Input-Legitimität die Legitimität auf Grundlage von Anerkennung und Anerkennungswürdigkeit des politischen Inputs gemeint ist. Auch in der Demokratietheorie wird zwischen inputorientierten und outputorientierten Ansätzen unterschieden.